# Refuge des Écrins
Le refuge des Écrins, appelé aussi refuge Caron ou refuge Ernest-Caron, est situé à 3 175 m d'altitude sur la commune de Pelvoux, dans le Briançonnais, au cœur du massif des Écrins. Il surplombe le glacier Blanc (glacier que le randonneur longe lors de la montée). Il offre un panorama notamment sur la Barre des Écrins (point culminant du massif). Le refuge gardé, ouvert au public, est accessible à pied (4h30 de montée) à partir du pré de Madame Carle (terminus de la route après le hameau d'Ailefroide) via le refuge du glacier Blanc. Du refuge on peut atteindre la Barre des Écrins, le Dôme de neige des Écrins, la barre Noire, Roche Faurio, la pointe Louise et le pic de Neige Cordier.

## Histoire
En 1903, est construit un premier refuge, l'abri Caron. Il est construit dans le cirque du glacier Blanc, entre les cols Émile Pic et Roche Faurio. Il porte le nom d'Ernest Caron, deux fois président du Club alpin français (de Briançon et du CAF national) en 1898 et 1904, ainsi que président du conseil municipal de Paris, élu en novembre 1909,. Cette cabane en bois comprenant douze places est détruite par un incendie en 1921 et refaite l'année suivante, selon le guide Claude Albrand dans son livre 100 Ans des Guides en Écrins : « Le premier gardien en fut Milou Cortial, guide du pays et les matériaux ont été portés par sept guides et six porteurs, gagnant 30 francs pour 100 kilos portés de L’Argentière-la-Bessée, jusqu’à l’emplacement à 3 170 m ».
Dès l'année suivante, un deuxième refuge Caron, un peu plus grand, en bois, est ouvert. Il ne pouvait contenir que 36 personnes. Le développement de l'alpinisme, après guerre, va le rendre rapidement obsolète.
En 1960, la construction d'un nouveau refuge plus grand s'impose. C'est au printemps 1968 que débute le chantier. 170 tonnes de matériaux sont héliportées dans des conditions météorologiques parfois périlleuses. La dernière pierre prélevée sur la barre des Écrins est scellée le 14 septembre 1968. Les travaux de finition intérieure sont réalisés l'année suivante. Le refuge est ouvert aux alpinistes le 22 juin 1969. Il est inauguré le 16 septembre 1969 et l'ancien refuge est détruit.

## Ascensions
- Barre (4 102 m) et dôme des Écrins (4 015 m)
- Pic de Neige Cordier (3 614 m)
- Pointe Louise (3 668 m)
- Roche Faurio (3 730 m)
- Roche Paillon (3 636 m)
- Barre Noire (3 751 m)

## Caractéristiques
Le refuge est un bâtiment construit en migmatite, trouvée sur place, sur trois niveaux. Une plate-forme peut servir d'aire d'atterrissage aux hélicoptères de secours et de ravitaillement.
Le refuge est gardé du début avril à la mi-septembre.